# HATS-5 b
HATS-5 b — экзопланета, обращающаяся вокруг звезды HATS-5 в созвездии Эридана. Планета удалена от Земли на (257 ± 8) пк.

## Открытие
Об открытии сообщено 9 января 2014 года. Планета открыта в рамках обзора HATSouth. HATS-5 b стала пятой планетой, открытой в рамках обзора.

## Характеристики
HATS-5 b представляет собой транзитный горячий сатурн. Масса планет равна в (0,237 ± 0,012) масс Юпитера, а радиус оценивается в (0,912 ± 0,025) радиусов Юпитера, что приводит к средней плотности (0,39 ± 0.04) г/см3. Эксцентриситет орбиты составляет примерно 0,019 e. Планета обращается вокруг звезды на среднем расстоянии (0,0542 ± 0,0006) а.е. и делает один оборот вокруг неё за 4,763 39 земных суток. Температура планеты составляет приблизительно 1 025 кельвинов или 751,85 °С.

## Родительская звезда
HATS-5 — звезда спектрального класса G8 V. Её масса составляет примерно (0,936 ± 0,028) солнечных масс, радиус — (0,871 ± 0,023) солнечного, светимость равна примерно 54 % солнечной. HATS-5 отличается повышенным содержанием тяжёлых элементов — их примерно в полтора раза больше, чем у Солнца. Видимая звёздная величина равна 12,63 mV. Температура составляет (5304 ± 50) кельвинов. Возраст звезды определён с крупной погрешностью 3,6(−2,6/+1,9) млрд лет.